# Thaddeus Shideler
Thaddeus Rutter „Thad” Shideler (ur. 17 października 1883 w Marion w stanie Indiana, zm. 22 czerwca 1966 w Collbran w stanie Kolorado) – amerykański lekkoatleta, płotkarz, wicemistrz olimpijski z 1904.
11 czerwca 1904 w Saint Louis Shideler ustanowił nieoficjalny rekord świata w biegu na 120 jardów przez płotki wynikiem 15,0 s. Oficjalnie wynik ten nie mógł być uznany, ponieważ stoper jednego z trzech sędziów mierzących czas popsuł się.
Na igrzyskach olimpijskich w 1904 w Saint Louis Shideler zajął 2. miejsce w biegu na 110 metrów przez płotki, za swym rodakiem Frederickiem Schule.